# Catedral de la Asunción de la Virgen María (Koper)
La Catedral de la Asunción de la Virgen María o simplemente Catedral de Koper (en esloveno: Stolna cerkev Marijinega vnebovzetja) Es la catedral católica de la diócesis de Koper, en la ciudad de Koper, Eslovenia.
La iglesia fue construida en la segunda mitad del siglo XII en estilo románico, de tres naves, cada una terminando con un ábside. Hasta 1392 la iglesia sufrió cambios y ampliaciones, que también dieron lugar a un cambio de estilo: la fachada occidental es claramente gótica. Después de un terremoto en 1460, la fachada fue rediseñada en 1488, con la adición de elementos renacentistas. La torre, que ofrece una vista espectacular de la ciudad y toda la bahía, es de cuatro pisos, sigue el estilo de una  torre de campanario italiana y alberga una de las campanas más antiguas de Eslovenia, que se remonta a 1333. A principios del siglo XVIII, Koper estaba bajo la influencia veneciana, y tuvo de nuevo una transformación arquitectónica en el estilo barroco. Bajo la dirección de Giorgio Massari, se agregaron elementos de jardinería adicionales a la iglesia, incluyendo valiosos cuadros de pintores venecianos Pietro Liberi, Celesti Andrea, Antonio Zanchi y Vittore Carpaccio. El cuadro más importante es la Santa Conversación de Vittore Carpaccio, que data de 1516. El sarcófago de San Nazario data del siglo XIV y fue probablemente creado por Filippo de Sanctis. 

## Véase también

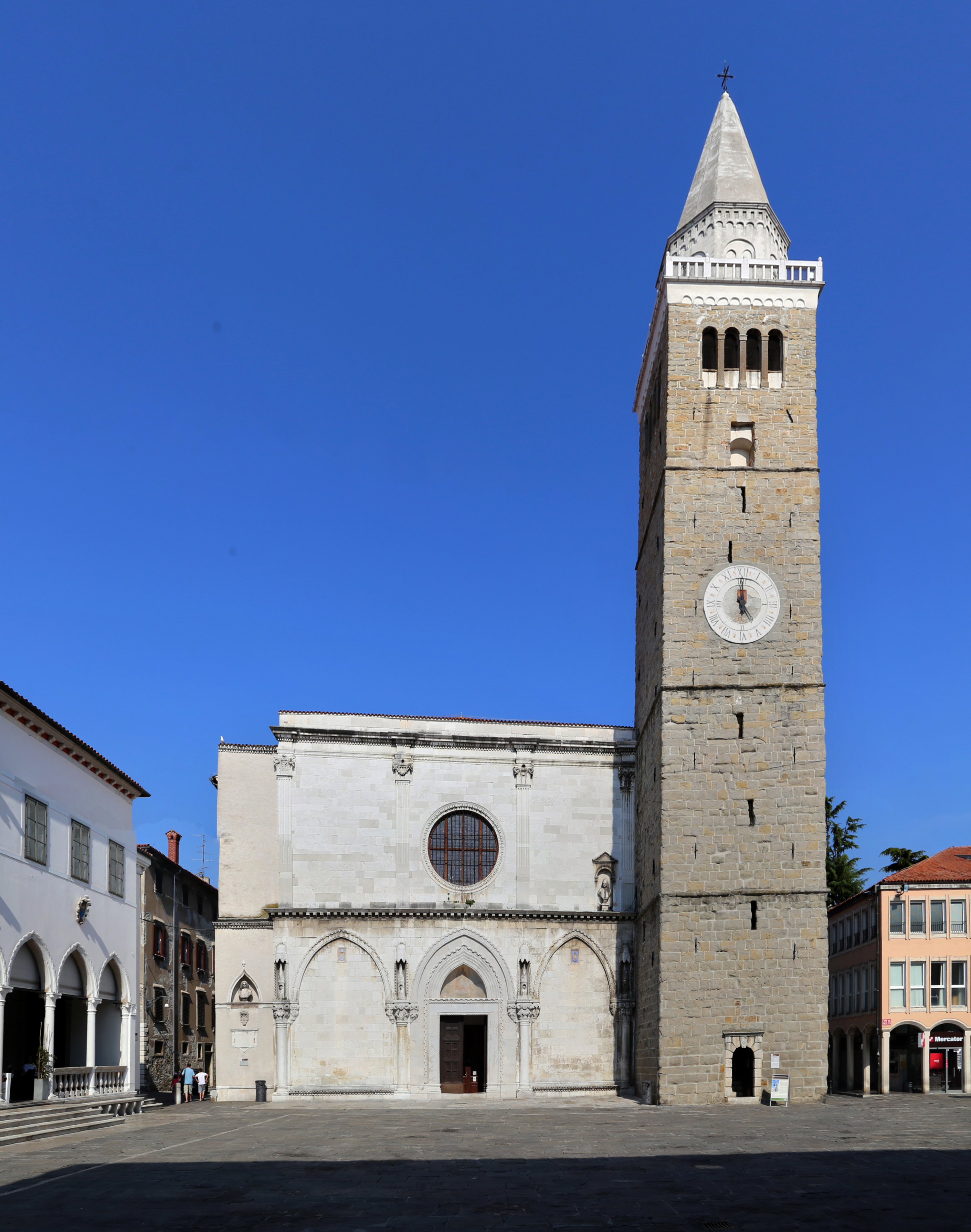
Vista de la torre y fachada